# Гай Азиний Галл
Гай Азиний Галл (лат. Gaius Asinius Gallus; 41 год до н. э. — 33 год н. э.) — римский государственный деятель конца I века до н. э.
Отцом Галла был Гай Азиний Поллион, консул 40 до н. э., а матерью Квинкция.
Известно, что Галл ходил в коллегию квиндецемвиров священнодействий с 17 до н. э..
В 16 до н. э. Галл был назначен монетарием. В 11 до н. э. он стал претором. В год своей претуры Галл женился на Випсании Агриппине, которая была дочерью консула Марка Випсания Агриппы. С Агриппиной незадолго до того из династических соображений развёлся будущий император Тиберий. Их брак послужил причиной стойкой неприязни Тиберия к Галлу.
Галл был назначен консулом в 8 до н. э.. В год своего консулата он устроил торжества в честь побед Друза над германцами. Несмотря на то, что Галл был обвинён в подкупе избирателей, император Октавиан Август по неизвестной причине воздержался от расследования этого дела. При этом Галл одновременно стал куратором берегов Тибра.
В 6—5 годах до н. э. он был проконсулом провинции Азии. Известно, что Галл написал трактат об ораторском искусстве, в котором сравнивал великого оратора Цицерона со своим отцом и отдавал предпочтение последнему. В 14 году н. э., во время обсуждения возможных претендентов на высшую власть в государстве, Август заметил, что Галл хотел бы занять это место, но недостаточно для этого одарён.
После смерти Августа Галл внёс предложение в сенат, чтобы похоронная процессия проследовала под триумфальной аркой. Впоследствии он уговаривал Тиберия принять на себя верховную власть, когда тот от неё отказывался.
В 15 году Галл поддержал предложение наказывать театральных актёров розгами, цель которого было пресечение постоянных беспорядков в театре, хотя решение не было принято. В 16 году, после осуждения Марка Ливия Либона Друза за подготовку государственного переворота, он сделал предложение считать день его самоубийства праздничным. Тогда же Галл протестовал против ужесточения законов против роскоши. Он сумел добиться, чтобы судебные дела, которые требовали решения сената, не рассматривались в отсутствие императора.
Галл также предлагал избирать высших должностных лиц сразу на пятилетие вперёд, однако Тиберий высказался против этого предложения, так как оно ограничивало власть императора. В 20 году он отказался защищать в суде Гнея Пизона, который был главным обвиняемым в деле об убийстве приёмного сына Тиберия Германика. В 24 году Галл потребовал присудить к ссылке и конфискации половины имущества обвинённую в оскорблении величия римского народа приближённую Агриппины Созию Галлу.
В этом же году внёс предложение сослать осуждённого за подготовку государственного переворота Вибия Серена на безводные острова Гиар или Донус. В 28 году Тиберий в письме сенату высказал некие туманные обвинения, в которых намекал на Агриппину Старшую и её сына Нерона. В ответ Галл попросил императора назвать имена тех, кого он опасается и чем вызвал досаду Тиберия.
В 30 году Галл внёс в сенате ряд предложений о присуждении могущественному фавориту Тиберия Сеяну экстраординарных почестей. Однако Тиберий счёл поведение Галла подозрительным и вызвал его в свою резиденцию на Капри и притом сразу же отправил сенату письмо с обвинениями в адрес Галла. Сенаторы приговорили его к смертной казни. Однако казнь была отсрочена, и в течение трёх лет Галл содержался в тюрьме под стражей в очень суровых условиях. В 33 году Галл умер от голода — неизвестно по какой причине: насильственно или по доброй воле. Уже после его смерти Тиберий скорее всего ложно обвинил умершего в любовной связи с Агриппиной.